# Кувейт на летних Олимпийских играх 1968
Кувейт принимал участие в Летних Олимпийских играх 1968 года в Мехико (Мексика) в первый раз за свою историю, но не завоевал ни одной медали.